# Carl Parcus
Carl Johann Parcus (* 30. Dezember 1849 in Mainz; † 15. März 1923 in Darmstadt) war Bankier und hessischer Politiker und Abgeordneter der 1. Kammer der Landstände des Großherzogtums Hessen.
Carl Parcus war der Sohn des Bankiers und Unternehmers Ludwig August Parcus und dessen Ehefrau Margarete, geborene Grebert (1829–1909). Parcus, der evangelischem Glaubens war, heiratete am 4. März 1882 in Darmstadt Caroline Elisabeth Gabriele geborene Werner (* 16. März 1855 in Mainz; † 2. Juli 1916 in Rottach am Tegernsee). Aus der Ehe gingen folgende Kinder hervor:
- Joseph August Parcus (1883–1953)
- Georg August Arthur Parcus (* 1884)
- Margarethe Parcus (1889–1947)
- Carola Schüler, geb. Parcus (* 1892)

Parcus war Bankdirektor der Darmstädter Bank, Mitglied des Aufsichtsrats der Hessischen Elektrizitäts AG und der Süddeutschen Bodenkreditbank und baute das von seinem Vater begonnene Siedlungsviertel in Darmstadt weiter aus.
1897 bis 1918 war er Präsident der Industrie- und Handelskammer Darmstadt. 1907 bis 1918 gehörte er der Ersten Kammer der Landstände an.